# DR-Baureihe VT 135.5
In den Nummernbereich 135 501ff ordnete die Deutsche Reichsbahn die ab dem 1. April 1949 übernommenen zweiachsigen Triebwagen  der nichtreichsbahneigenen Eisenbahnen des öffentlichen Verkehrs in der sowjetischen Besatzungszone bzw. der DDR ein. Das Nummernschema trat zum 1. Januar 1950 in Kraft.
Dabei waren folgende Nummernbereiche entsprechend der vorhandenen Antriebsanlage vorgesehen:
- 135 500 bis 135 509: Ottomotor mit mechanischer Kraftübertragung
- 135 511 bis 135 549: Dieselmotor mit mechanischer Kraftübertragung
- 135 551 bis 135 559: Dieselmotor mit elektrischer Kraftübertragung

Beiwagen wurden in die Nummerngruppen 140 501ff und Steuerwagen in 144 500ff eingeordnet.
| DR-Betriebsnummer  | urspr. Betriebsnummer                            | Bemerkung |
| ------------------ | ------------------------------------------------ | --- |
| VT 135 500         | Görlitzer Kreisbahn Nr. 1031                     | WUMAG, Baujahr 1940, 100 PS, Achsstand 6.120 mm |
| (VT 135 501–502)   | Eberswalde-Finowfurter Eisenbahn Nr. 121 und 122 | erst nach Umbau als VT 133 513 und 514 durch DR wieder in Betrieb genommen, Wismarer Schienenbus                                                                     |
| VT 135 501II–502II | OHE T 1 und T 2                                  | Umbau aus VT 133 501 und 502 |
| VT 135 503         | DWE VT 41                                        | Dessauer Waggonfabrik; Baujahr 1924; Achsfolge 1A; 75 PS |
| VT 135 509–510     | KWME T 1 und T 2                                 | 1951 in VT 133 509 und 510 umgezeichnet; ehemals NME T 3 und T 4, Wismarer Schienenbus                                                                               |
| VT 135 511         | NLE Nr. 1031                                     | WUMAG, Baujahr 1934 |
| VT 135 512         | Schlawer Kreisbahn T 1                           | WUMAG, Baujahr 1934, Achsstand 6.200 mm, später Naugarder Kreisbahn bzw. Pommersche Landesbahnen Nr. 1032 (Einsatz bei der Kleinbahngesellschaft Greifswald–Wolgast) |
| VT 135 513         | Kreisbahn Schönermark–Damme T 01                 | vorher Brandenburger Städtebahn T 121; ähnlich Kleiner Wettiner; ohne Zug- und Stoßeinrichtung; ab 1952 als VT 133 512 bezeichnet                                    |
| VT 135 514         | HBE T 2                                          | Dessauer Waggonfabrik, Achsstand 6.500 mm, ähnlich Großer Wettiner                                                                                                   |
| VT 135 515–516     | Oderbruchbahn Nr. 101 und 102                    | Waggonfabrik Talbot Achsfolge 1A; 110 PS; ab 1952 der vormalige VT 135 545 als VT 135 516                                                                            |
| VT 135 517         | Mühlhausen-Ebelebener Eisenbahn T 08             | WUMAG, 7 m Achsstand, Baujahr 1935, Achsfolge 1A, 190 PS |
| VT 135 518         | Kyffhäuser Kleinbahn T 1                         | Dessauer Waggonfabrik; Baujahr 1935; Achsfolge 1A; Achsstand 5.800 mm 65 PS                                                                                          |
| VT 135 519         | Langensalzaer Kleinbahn T 2                      | Großer Wettiner |
| VT 135 520         | Stralsund-Tribseer Eisenbahn Nr. 1031            | WUMAG, Baujahr 1935, Achsstand 6.200 mm, |
| VT 135 521         | Langensalzaer Kleinbahn T 1                      | WUMAG, Baujahr 1935, Achsstand 6.000 mm, 65 PS |
| VT 135 522         | Altmärkische Kleinbahn T 2                       | Dessauer Waggonfabrik, Achsstand 5.800 mm, |
| VT 135 523         | Stendaler Kleinbahn T 2                          | Dessauer Waggonfabrik; Baujahr 1935; Achsfolge 1A; Achsstand 5.800 mm, 65 PS                                                                                         |
| VT 135 524         | Genthiner Kleinbahn T 1                          | Dessauer Waggonfabrik, Achsstand 5.800 mm, |
| VT 135 525         | Kleinbahn Wallwitz–Wettin T 1                    | Kleiner Wettiner |
| VT 135 526         | Prenzlauer Kreisbahn T 502                       | Waggonfabrik Uerdingen; Achsfolge AA; früher LBE VT 12 |
| VT 135 527–529     | PKKB Nr. T 602 bis T 604                         | Waggonfabrik Talbot Achsfolge 1A; 110 PS |
| VT 135 530         | Delitzscher Kleinbahn T1                         | Großer Wettiner |
| VT 135 531         | SWKB T3                                          | Dessauer Waggonfabrik; Achsfolge B; Achsstand 5.800 mm; später Delitzscher Kleinbahn T2                                                                              |
| VT 135 532         | Altmärkische Kleinbahn T 3                       | Dessauer Waggonfabrik, Achsstand 5.800 mm, Baujahr 1937 |
| VT 135 533         | Kleinbahn Ellrich–Zorge T1                       | Großer Wettiner; später Kleinbahn Heudeber-Mattierzoll Nr. 11 |
| VT 135 534         | Prettin-Annaburger Kleinbahn T 1                 | Kleiner Wettiner |
| VT 135 535         | Kleinbahn Schildau–Mockrehna T 1                 | Kleiner Wettiner |
| VT 135 536–538     | GHWE Nr. 51 bis 53                               | Dessauer Waggonfabrik; Achsstand 7 m; Achsfolge 1A |
| VT 135 539         | GHWE Nr. 61                                      | Dessauer Waggonfabrik; Achsstand 7 m; Achsfolge B |
| VT 135 540         | Genthiner Eisenbahn T 3                          | Großer Wettiner |
| VT 135 541         | KWW T 2                                          | Großer Wettiner |
| VT 135 542         | Prenzlauer Kreisbahn T 503                       | Wismarer Schienenbus 1949 fälschlicherweise bezeichnet, 1952 als VT 133 515 umgezeichnet                                                                             |
| VT 135 543         | H.B.E. T 4                                       | Achsfolge B; Achsstand 6.500 mm; Waggonfabrik Wismar; |
| VT 135 544         | Kleinbahn Osterburg–Pretzier T 2                 | Kleiner Wettiner |
| VT 135 545         | Prenzlauer Kreisbahnen T 02                      | ungeklärte Herkunft; ähnlich Kleiner Wettiner; ohne Zug- und Stoßeinrichtung; ab 1952 als VT 133 516 bezeichnet                                                      |
| VT 135 546         | Genthiner Kleinbahn T 2                          | Dessauer Waggonfabrik, Achsstand 5.800 mm, Baujahr 1937, Motorleistung 95 PS                                                                                         |
| VT 135 547         | Obereichsfelder Kleinbahn T 1                    | Kleiner Wettiner |
| VT 135 548         | Oderbruchbahn VT 104                             | Waggonfabrik Talbot Achsfolge 1A; 95 PS;ehemals Holzgasantrieb |
| VT 135 549         | Bahnstrecke Bebitz–Alsleben T 1                  | 1949 falsch in VT 133 508 bezeichnet, richtige Bezeichnung ab 1952, Kleiner Wettiner                                                                                 |
| VT 135 550         | Kleinbahn Rennsteig-Frauenwald T 1               | Kleiner Wettiner |
| VT 135 551         | Ruppiner Eisenbahn Nr. 89                        | vorher Söhrebahn, aus Mittelwagen eines ETA Bauart Edison umgebaut                                                                                                   |
| VT 135 552         | Haldenslebener Eisenbahn T 03                    | Eigenbautriebwagen |
| VT 135 553         | Niederbarnimer Eisenbahn T 2                     | Christoph & Unmack Achsfolge A 1 |